# Satz von Jacobi (Geometrie)

Satz von Jacobi, gleichfarbige Winkel sind gleich groß

Der Satz von Jacobi, benannt nach Karl Friedrich Andreas Jacobi, ist eine Aussage in der Elementargeometrie über Dreiecke beziehungsweise über ein spezielles aus Dreiecken erzeugtes Sechseck.
Zu einem gegebenen beliebigen Dreieck {\displaystyle ABC} errichtet man über dessen Seiten drei weitere Dreiecke {\displaystyle ABD}, {\displaystyle BCE} und {\displaystyle ACF}, so dass an den Eckpunkten des {\displaystyle A}, {\displaystyle B} und {\displaystyle C} je zwei gleich große Winkel anliegen, also {\displaystyle \angle DAB=\angle CAF}, {\displaystyle \angle ABD=\angle CBE} und {\displaystyle \angle BCE=\angle ACF} gilt. Der Satz von Jacobi besagt nun, dass sich die drei Strecken {\displaystyle AE}, {\displaystyle BF} und {\displaystyle CD} in einem gemeinsamen Punkt {\displaystyle G} schneiden.
Der gemeinsame Schnittpunkt {\displaystyle G} wird als Jacobi-Punkt bezeichnet. Man beachte, dass der Jacobi-Punkt eine Eigenschaft des Sechsecks {\displaystyle ADBECF} und nicht des Ausgangsdreiecks {\displaystyle ABC} ist, denn neben dem Dreieck hängt er auch von den an seinen drei Eckpunkten anliegenden Winkeln ab. Man kann ihn als eine Verallgemeinerung des Fermat-Punktes auffassen, den man erhält, wenn das Ausgangsdreieck {\displaystyle ABC} keinen Winkel größer als {\displaystyle 120^{\circ }} besitzt und die an den Eckpunkten des Dreiecks  anliegenden Winkel {\displaystyle 60^{\circ }} betragen beziehungsweise man über den Dreieckseiten gleichseitige Dreiecke errichtet.
Der Satz von Jacobi verallgemeinert den Satz von Kiepert, der die Errichtung gleichschenkliger Dreiecke mit gleichen Basiswinkel über den Seiten des Dreiecks {\displaystyle ABC} betrachtet.